# Overlapping
Overlapping é um jargão do mundo futebolístico, que ocorre quando um jogador se desloca sem a bola para atrair a marcação dos adversários.
O termo foi cunhado no futebol brasileiro por Cláudio Coutinho, técnico da seleção brasileira de futebol da Copa de 1978, que costumava empregar estrangeirismos. Na época, em um dos treinos da Seleção, ele queria que o lateral direito tivesse função ofensiva. O ponta fazia o passe em direção à linha de fundo e esperava o lateral ultrapassá-lo para surpreender o adversário, que não esperaria do lateral a função de ponta. Coutinho chamou esta artimanha de "overlapping".